# 第37回フェブラリーステークス
第37回フェブラリーステークスは、2020年2月23日に東京競馬場で施行された競馬の競走である。モズアスコットが優勝した。

## 開催前の状況

### 出走馬の状況
本年より、1着賞金約11億円を誇る世界最高額レース・サウジカップが創設された。これに伴い、日本からはクリソベリル、ゴールドドリームとダート路線のエース格2頭がリヤド馬事クラブ（現・サウジアラビアジョッキークラブ）からの招待を受けサウジアラビアへ遠征し、そのままドバイワールドカップへの出走を視野に入れることになった。
例年、本競走や川崎記念をステップにドバイに向かう馬が多かったが本年は出走せず、ルヴァンスレーヴも度重なる故障で2019年から全休、さらに前哨戦の東海ステークス(GII)を勝ったエアアルマスもレース後に骨折が判明し出走不可能となった。そのためJRA所属馬でダートGI制覇の経験があるのはインティとケイティブレイブ、サンライズノヴァだけと、例年と比べればいささか小粒な構成となった。
その一方で、芝のGI競走を制したタイムフライヤーとモズアスコットが、それぞれ前年の武蔵野ステークス、本年の根岸ステークスを好走し高いダート適性を示して参戦。地方勢は南関東公営競馬からダートグレード競走で中央馬と互角に競った面々が計4頭エントリーするなど多彩なメンバーが揃った。

### 主な前哨戦の結果
以下の結果はnetkeiba.comの情報に基づく。
第20回チャンピオンズカップ GI
- 中京・ダート1800mで施行。

| 着順 | 競走馬名         | 性齢 | 騎手       | タイム | 着差  |
| ---- | ---------------- | ---- | ---------- | ------ | ----- |
| 1着  | クリソベリル     | 牡3  | 川田将雅   | 1:48.5 |       |
| 2着  | ゴールドドリーム | 牡6  | C.ルメール | 1:48.5 | クビ  |
| 3着  | インティ         | 牡5  | 武豊       | 1:48.7 | 1.1/4 |

第65回 東京大賞典 GI
- 大井・ダート2000mで施行。

| 着順 | 競走馬名           | 性齢 | 騎手       | タイム | 着差 |
| ---- | ------------------ | ---- | ---------- | ------ | ---- |
| 1着  | オメガパフューム   | 牡4  | M.デムーロ | 2:04.9 |      |
| 2着  | ノンコノユメ       | 騸7  | 真島大輔   | 2:05.1 | 1    |
| 3着  | モジアナフレイバー | 牡4  | 繁田健一   | 2:05.5 | 2    |

第37回東海ステークス GII
- 京都・ダート1800mで施行。
- 優勝馬に優先出走権が与えられる。

| 着順 | 競走馬名       | 性齢 | 騎手     | タイム | 着差 |
| ---- | -------------- | ---- | -------- | ------ | ---- |
| 1着  | エアアルマス   | 牡5  | 松山弘平 | 1:50.2 |      |
| 2着  | ヴェンジェンス | 牡7  | 幸英明   | 1:50.3 | 1/2  |
| 3着  | インティ       | 牡6  | 武豊     | 1:50.4 | 1/2  |

 第34回根岸ステークス GIII
- 東京・ダート1400mで施行。
- 優勝馬に優先出走権が与えられる。

| 着順 | 競走馬名           | 性齢 | 騎手         | タイム | 着差  |
| ---- | ------------------ | ---- | ------------ | ------ | ----- |
| 1着  | モズアスコット     | 牡6  | C.ルメール   | 1:22.7 |       |
| 2着  | コパノキッキング   | 騸5  | O.マーフィー | 1:22.9 | 1.1/4 |
| 3着  | スマートアヴァロン | 牡8  | 石橋脩       | 1:23.1 | 1     |

### 人気
前日時点で単勝オッズ1番人気に推されたのはモズアスコットで2.8倍、次ぐ2番人気にインティで3.6倍、3番人気に前年のマイルCS南部杯を制したサンライズノヴァで6.9倍、4番人気に東京ダート1600mで負け無しのアルクトスで8.0倍とここまでが単勝オッズ1桁台の支持を集めた。

## 出走馬と枠順
以下の情報はnetkeiba.comによる。
2020年2月23日 第1回東京競馬第8日目 第11競走
天気：晴、馬場状態：良、発走時刻：15時40分
| 枠番 | 馬番 | 競走馬名           | 性齢 | 斤量 | 騎手         | 調教師     | 所属     | オッズ（人気） | 最高レーティング | 最高レーティング | 最高レーティング | 最高レーティング | 最高レーティング |
| 枠番 | 馬番 | 競走馬名           | 性齢 | 斤量 | 騎手         | 調教師     | 所属     | オッズ（人気） | ランク           | 距離             | 対象             | 対象             | 対象             |
| 枠番 | 馬番 | 競走馬名           | 性齢 | 斤量 | 騎手         | 調教師     | 所属     | オッズ（人気） | ランク           | 距離             | 格               | 競走名           | 着順             |
| ---- | ---- | ------------------ | ---- | ---- | ------------ | ---------- | -------- | -------------- | ---------------- | ---------------- | ---------------- | ---------------- | ---------------- |
| 1    | 1    | ブルドッグボス     | 牡8  | 57   | 和田竜二     | 加用正     | 栗東     | 110.3（13人）  | 111              | M                | JpnI             | JBCスプリント    | 1着              |
| 1    | 2    | アルクトス         | 牡5  | 57   | 田辺裕信     | 栗田徹     | 美浦     | 9.0（4人）     | 110              | M                | JpnI             | 南部杯           | 2着              |
| 2    | 3    | ワイドファラオ     | 牡4  | 57   | 福永祐一     | 角居勝彦   | 栗東     | 24.1（6人）    | 110              | M                | GIII             | ユニコーンS      | 1着              |
| 2    | 4    | タイムフライヤー   | 牡5  | 57   | S.フォーリー | 松田国英   | 栗東     | 30.3（10人）   | 105              | M                | GIII             | 武蔵野S          | 2着              |
| 3    | 5    | インティ           | 牡6  | 57   | 武豊         | 野中賢二   | 栗東     | 3.0（2人）     | 117              | M                | GI               | フェブラリーS    | 1着              |
| 3    | 6    | ミッキーワイルド   | 牡5  | 57   | 北村友一     | 安田隆行   | 栗東     | 48.3（12人）   | 107              | M                | GIII             | プロキオンS      | 2着              |
| 4    | 7    | ヴェンジェンス     | 牡7  | 57   | 幸英明       | 大根田裕之 | 栗東     | 17.0（5人）    | 109              | M                | GII              | 東海S            | 2着              |
| 4    | 8    | キングズガード     | 牡9  | 57   | 秋山真一郎   | 寺島良     | 栗東     | 111.5（14人）  | 110              | M                | GI               | チャンピオンズC  | 5着              |
| 5    | 9    | サンライズノヴァ   | 牡6  | 57   | 松山弘平     | 音無秀孝   | 栗東     | 6.8（3人）     | 113              | M                | JpnI             | 南部杯           | 3着              |
| 5    | 10   | ノンコノユメ       | 騸8  | 57   | 真島大輔     | 荒山勝徳   | 大井小林 | 29.1（8人）    | 113              | I                | JpnI             | 帝王賞           | 3着              |
| 5    | 10   | ノンコノユメ       | 騸8  | 57   | 真島大輔     | 荒山勝徳   | 大井小林 | 29.1（8人）    | 113              | I                | GI               | 東京大賞典       | 2着              |
| 6    | 11   | モジアナフレイバー | 牡5  | 57   | 繁田健一     | 福永敏     | 大井小林 | 45.4（11人）   | 110              | I                | GI               | 東京大賞典       | 3着              |
| 6    | 12   | モズアスコット     | 牡6  | 57   | C.ルメール   | 矢作芳人   | 栗東     | 2.8（1人）     | 113              | M芝              | GI               | 安田記念         | 6着              |
| 6    | 12   | モズアスコット     | 牡6  | 57   | C.ルメール   | 矢作芳人   | 栗東     | 2.8（1人）     | 113              | M芝              | GII              | スワンS          | 2着              |
| 6    | 12   | モズアスコット     | 牡6  | 57   | C.ルメール   | 矢作芳人   | 栗東     | 2.8（1人）     | 113              | M                | GIII             | 根岸S            | 1着              |
| 7    | 13   | デルマルーヴル     | 牡4  | 57   | M.デムーロ   | 戸田博文   | 美浦     | 29.1（9人）    | 108              | I                | JpnI             | JDD              | 2着              |
| 7    | 14   | ミューチャリー     | 牡4  | 57   | 御神本訓史   | 矢野義幸   | 船橋     | 112.9（15人）  | 108              | I                | JpnI             | JDD              | 3着              |
| 8    | 15   | ケイティブレイブ   | 牡7  | 57   | 長岡禎仁     | 杉山晴紀   | 栗東     | 142.6（16人）  | 113              | I                | JpnII            | 浦和記念         | 1着              |
| 8    | 16   | ワンダーリーデル   | 牡7  | 57   | 横山典弘     | 安田翔伍   | 栗東     | 28.6（7人）    | 108              | M                | GIII             | 武蔵野S          | 1着              |

## レース結果

### レース展開
全馬がほぼ揃ったスタートを見せると、まずはダートコースに入る所でワイドファラオがハナを奪い、競りかけるようにアルクトス、ブルドックボスがそれを追走。逃げ戦法を得意とするインティもこの辺りに位置し、ハナを切ることは出来なかった。中団前目の好位からヴェンジェンス、1番人気のモズアスコットはその内やや後ろに位置取った。ケイティブレイブが中団に、ノンコノユメやサンライズノヴァが後方に、最後方グループからキングスガードやモジアナフレイバーが追いかける体勢となった。
前半800mを46秒4の流れたペースで通過し、直線に向かうと各馬が追い出しを開始。まずはワイドファラオやタイムフライヤーらの先行勢が先頭を争う。同じく先行していたインティはハナを切れなかった為か直線でも手応えが無く、次第に後退していった。残り200mになり先行勢の脚色が衰えると好位につけていたモズアスコットが鋭い末脚で先頭に躍り出る。連れてケイティブレイブやサンライズノヴァも上がってきたが及ばずモズアスコットが先頭でゴール、優勝した。勝ちタイムは1:35.2（良）。
2着には最低人気ながら後方から追い込んだケイティブレイブが、1馬身1/4差の3着にサンライズノヴァが入った。

### レース結果
以下の情報はnetkeiba.comに基づく。
| 着順 | 枠番 | 馬番 | 競走馬名           | タイム | 着差   | 上がり3ハロン | 騎手         | 斤量 | 人気 |
| ---- | ---- | ---- | ------------------ | ------ | ------ | ------------- | ------------ | ---- | ---- |
| 1着  | 6    | 12   | モズアスコット     | 1:35.2 |        | 35.4          | C.ルメール   | 57   | 1    |
| 2着  | 8    | 15   | ケイティブレイブ   | 1:35.6 | 2.1/2  | 35.6          | 長岡禎仁     | 57   | 16   |
| 3着  | 5    | 9    | サンライズノヴァ   | 1:35.8 | 1.1/2  | 35.3          | 松山弘平     | 57   | 3    |
| 4着  | 8    | 16   | ワンダーリーデル   | 1:35.8 | ハナ   | 35.5          | 横山典弘     | 57   | 7    |
| 5着  | 2    | 4    | タイムフライヤー   | 1:36.1 | 1.3/4  | 37.0          | S.フォーリー | 57   | 10   |
| 6着  | 4    | 8    | キングズガード     | 1:36.5 | 2.1/2  | 35.9          | 秋山真一郎   | 57   | 14   |
| 6着  | 6    | 11   | モジアナフレイバー | 1:36.5 | 同着   | 36.0          | 繁田健一     | 57   | 11   |
| 8着  | 5    | 10   | ノンコノユメ       | 1:36.6 | 1/2    | 36.3          | 真島大輔     | 57   | 8    |
| 9着  | 1    | 2    | アルクトス         | 1:37.0 | 2.1/2  | 38.3          | 田辺裕信     | 57   | 4    |
| 10着 | 4    | 7    | ヴェンジェンス     | 1:37.0 | アタマ | 37.5          | 幸英明       | 57   | 5    |
| 11着 | 7    | 14   | ミューチャリー     | 1:37.1 | 1/2    | 36.4          | 御神本訓史   | 57   | 15   |
| 12着 | 2    | 3    | ワイドファラオ     | 1:37.3 | 1.1/4  | 38.5          | 福永祐一     | 57   | 6    |
| 13着 | 1    | 1    | ブルドッグボス     | 1:38.3 | 6      | 38.9          | 和田竜二     | 57   | 13   |
| 14着 | 3    | 5    | インティ           | 1:38.3 | クビ   | 39.0          | 武豊         | 57   | 2    |
| 15着 | 7    | 13   | デルマルーヴル     | 1:38.6 | 1.3/4  | 38.4          | M.デムーロ   | 57   | 9    |
| 16着 | 3    | 6    | ミッキーワイルド   | 1:38.9 | 1.3/4  | 39.3          | 北村友一     | 57   | 12   |

#### データ
| ハロンタイム        | 12.5 - 10.9 - 11.2 - 11.8 - 12.3 - 12.2 - 11.9 - 12.4 |
| 上がり4ハロン       | 48秒8                                                 |
| 上がり3ハロン       | 36秒5                                                 |
| 優勝馬上がり3ハロン | 35秒4                                                 |
| 上がり最速          | 35秒3（サンライズノヴァ）                             |

#### 払戻
| 単勝   | 12          | 280円    |
| 複勝   | 12          | 160円    |
| 複勝   | 15          | 2160円   |
| 複勝   | 9           | 220円    |
| 枠連   | 6-8         | 3100円   |
| 馬連   | 12-15       | 36230円  |
| ワイド | 12-15       | 11170円  |
| ワイド | 9-12        | 520円    |
| ワイド | 9-15        | 18320円  |
| 馬単   | 12-15       | 46980円  |
| 3連複  | 9 - 12 - 15 | 95310円  |
| 3連単  | 12 - 15 - 9 | 464920円 |

## 記録
優勝馬関係
- 優勝したモズアスコットは前走の根岸ステークスから連勝、重賞3勝目。芝・ダートの両GI制覇はクロフネ、アグネスデジタル、イーグルカフェ、アドマイヤドンに次ぐ史上5頭目[16]。
- 鞍上クリストフ・ルメールは9度目の挑戦でフェブラリーステークス初制覇。 JRA・GIは通算28勝目[17]。
- 管理する矢作芳人調教師は延べ6頭目の出走で初勝利。 JRA・GIは昨年の有馬記念（リスグラシュー）、ホープフルステークス（コントレイル）に続く実施機会3連勝で、通算10勝目[17]。

その他
- ケイティブレイブ鞍上の長岡禎仁はGI初騎乗[18]。同騎手はデビュー9年目でGI初騎乗となった[19]。さらにレースでは単勝142.6倍の最低人気ながら2着に入線、1986年以降にデビューしたJRA騎手の中で史上7人目となる「中央GI初騎乗での3着以内」を達成した[20]。
- 上記のケイティブレイブが2着となった為、ダートGIでは2014年の本レースを最低人気で制したコパノリッキー以来史上2例目の「最低人気での3着以内」[21]、また前日のダイヤモンドステークスを最低人気で制したミライヘノツバサと合わせて史上初の「中央重賞で2日連続最低人気馬が3着以内」という事例も発生した[22]。

## 関係者コメント
モズアスコット
- 騎乗したクリストフ・ルメールは「今日はいいスタートを切って、インティの後ろにつけて、直線はすごくいい脚で加速しました。素晴らしい脚でしたね」とコメントした[23]。
- 矢作芳人調教師は「状態も良くなっていましたし、芝スタートで1600mと条件が好転していましたし、自信はありましたが、その分、緊張もしました」「道中の位置取りも良く、直線、外に出せば必ず伸びると思っていました。抜け出した後も、府中の直線は長いので最後まで気を抜けませんでしたが、嬉しかったです」とコメントし、この後はオーストラリアのドンカスターマイルを目指す事を発表した[23]。

ケイティブレイブ
- 騎乗した長岡禎仁は「外枠でしたから、内の馬を見ながら道中はラストの脚を残して、伸びるのを信じて乗りました。本当にいい伸びで、勝てるかと思ったほどでした」「パドックでも緊張感はなくて、冷静に乗ろうと…。馬を信じるだけでした。調教段階から馬とコミュケーションを取ってきたことが（2着に）つながったと思う。乗せていただき感謝しています」とコメントした[23][24]。
- 瀧本和義オーナーは「長岡くんが完璧な騎乗をしてくれた。私にとっては勝ったも同然です」と喜んだ[24]。

サンライズノヴァ
- 騎乗した松山弘平は「本当にいい脚を使ってくれました。4コーナーで外を回される形になりましたが、強い競馬をしてくれました」とコメントした[23]。

モジアナフレイバー
- 騎乗した繁田健一は「芝スタートで滑ってしまい、進んで行きませんでした。もう2列前でレースがしたかったんですが、2列前だったら、また違った結果になったと思います」とコメントした[25]。
- 福永敏調教師は「芝スタートで滑ったが、これも経験。最後は力のあるところを見せてくれた」と振り返った[25]。

インティ
- 騎乗した武豊は「全然この馬らしさがありませんでした。馬場に出て、返し馬はうなるほどの感じだったのですが...」「初めて全然走らない感じになりました。走りのバランスが良くありませんでした。何ともなければいいのですが」とコメントした[23]。